# Бєльська Олександра Іванівна
Б́єльська Олекс́андра Ів́анівна (нар. 21 квітня 1889, Київ, Російська імперія — 10 листопада 1971, Київ, УРСР) — українська майстриня вишивки; створювала оздоблені вишивкою ужиткові речі, одяг.

## Біографія
У 1911 році закінчила Київське художнє училище. З 1912 року працювала в художніх майстернях Києва. У 1935—1957 роках працювала в структурах Укрхудожпромради.
Створила художнє оздоблення чоловічого та жіночого одягу (сорочки, блузки), декоративних елементів інтер'єру.
З 1946 року брала участь в обласних, а з 1951 — в декадних виставках.